# Ogólnożydowska Partia Pracy
Ogólnożydowska Partia Pracy (Ałgemajne Jidisze Arbajter Partaj) – żydowska partia komunistyczna działająca w latach 30. XX w. w Galicji Wschodniej. Powstała jesienią 1931 r. z opozycyjnych grup Poalej Syjon Lewicy i Bundu. Opozycjoniści krytykowali nie tylko kapitalistyczne państwo polskie i „burżuazyjny” syjonizm, ale też reformizm żydowskich partii robotniczych, uznawali natomiast model ZSRR. Komunistyczna Partia Polski skrytykowała żydowski separatyzm AJAP, ale niebawem podporządkowała sobie tę partię, przekształcając ją w swoją przybudówkę.
Partia miała 7 komitetów okręgowych: we Lwowie, Stanisławowie, Drohobyczu, Kołomyi, Tarnopolu, Chełmie i Przemyślu, w 1934 r. liczyła 5 tys. członków. Wydawała pismo „Unzer Weg”. Do czołowych działaczy należeli: H. Brajer, M. Mohr, J. Egit, S. Taubman, M. Hager, S. Katz. 
AJAP została zdelegalizowana w 1934 r.